# Kortemark
Kortemark je obec v provincii Západní Flandry v Belgii. Obec náleží arrondissementu Diksmuide.

## Geografie
Od města Roeselare obec vzdálena 10 km severozápadně vzdušnou čarou, od Diksmuide 12 km východně, od Brugg 22 km jihozápadně, od Ostende 23 km jižně, od Gentu 47 km západně a od Bruselu 93 km západně.

## Obyvatelstvo
K 1. lednu 2017 v obci žilo 12 482 obyvatel na ploše 55 km².

## Části obce
Obec Kortemark sestává z těchto částí:
- Kortemark
- Handzame
- Werken
- Zarren

## Doprava
Nejbližší výjezd z dálnice se nachází na východě u Lichtervelde z dálnice A17.
V Kortemarku je regionální nádraží na trati Dunkerk – Diksmuide – Kortemark – Lichtervelde; v Bruggách a Ostende se nachází nejbližší nádraží s mezinárodní dopravou.
U Ostende se nachází regionální letiště a u Bruselu se nachází mezinárodní letiště.